# 踊り子クリノッペ
『踊り子クリノッペ』（おどりこクリノッペ）は、グリーが提供している育成シミュレーションゲーム。

## 概要
インドの山奥で見つかった二頭身の謎の動物「クリノッペ」を育成するゲーム。レベルが上がるに連れて様々な衣装を着させることができ、またダンスを覚えたりする。相手と勝負をするコンテストを定期的に行っており、体力がない状態になると「かけっこ」「つなひき」を除き、相手が怒り出すというシーンが出てくる。また、コラボレーションを展開することもあり、過去にはハローキティ、不二家と行ったことがある。バリィさんとのコラボレーション商品を出したこともある。

## テレビアニメ
2013年5月9日より11月28日まで、テレビ朝日『Break Out』内のコーナーアニメとして放送された。全26話。
キャッチコピーは「キモケナゲな生き物飼い始めました。」。
なお2014年4月7日より6月30日までTOKYO MXにて毎週月曜 21:55 - 22:00に『踊り子クリノッペ ベストセレクション』が放送された。

### 登場キャラクター
クリノッペ
インドの山奥で発見された謎の生き物。大きさは人間の手のひらに乗る程度。ナンチョビー・マツダの手により輸入され、日本にやってきた。
好物は水飴とアメちゃん。
オネイサン
声 - 中尾衣里
29歳の派遣OL。クリノッペの居候先の主人でもある。性格は少し悪目。
ナンチョビー・マツダ
声 - 森田順平
本作のストーリーテラーを務める、謎の紳士。
カナギリ☆マイ
声 - 織田圭祐
自称「ダンスの国の王子様」。クリノッペの為にダンススクールを開く。
ライバルちゃん
声 - 小堀友里絵
オネイサンの大学の後輩。今は家事手伝いだが、アナウンサーを目指してスクールに通っている。
クリノッペの同種「クリリン」の飼い主。
山田たまこ
声 - 久野美咲
オネイサンの会社の後輩。「キレるとヤバい」と評判の人物でジャックナイフから付けられた「ジャック」というニックネームを持つ。

### スタッフ
- 原作 - グリー
- 監督・演出 - 片貝慎
- 監修・音響演出 - 本郷みつる
- 脚本 - 山田由香
- キャラクターデザイン - MONSTER OCTPUS
- アニメーションキャラクターデザイン - 西野理恵
- 美術 - 松本吉勝
- 色彩設計 - 佐田絵里花
- 撮影 - 松崎信也
- 3DCG - IKIF＋
- 編集 - リアル・ティ
- ビデオ編集 - グッド・ジョブ
- 音響製作 - マジックカプセル
- 音楽制作 - テレビ朝日ミュージック
- アニメーション制作 - TYOアニメーションズ
- 製作 - クリノッペ製作委員会（グリー、TYOアニメーションズ、テレビ朝日ミュージック）

### 主題歌
エンディング「ノッペルディア・クリノッペ」（第1話 - 第13話）
作詞・作曲 - テルジ ヨシザワ / 歌 - 蛇下呂（蛇足 & Gero）
エンディング「クリノペイズム」（第14話 - 第26話）
歌 - 蛇下呂（蛇足 & Gero）

### 各話リスト
| 話数 | サブタイトル                            | 構成 絵コンテ | 作画監督 原画 |
| ---- | --------------------------------------- | ------------- | ------------- |
| #01  | どこ                                    | 片貝慎        | 西野理恵      |
| #02  | 朝がきたたた                            | 本郷みつる    | 尾鷲英俊      |
| #03  | 甘えんぼ                                | 片貝慎        | 今野淑子      |
| #04  | メタボ                                  | 片貝慎        | 西野理恵      |
| #05  | ツケマ                                  | 本郷みつる    | 尾鷲英俊      |
| #06  | 本屋                                    | 片貝慎        | 今野淑子      |
| #07  | 水着                                    | 本郷みつる    | 西野理恵      |
| #08  | 賞味期限                                | 片貝慎        | 尾鷲英俊      |
| #09  | 雨の日                                  | 片貝慎        | 今野淑子      |
| #10  | お名まえは?                             | 片貝慎        | 神戸環        |
| #11  | ライバル対決 Part1                      | 片貝慎        | 西野理恵      |
| #12  | カフェでの再会                          | 片貝慎        | 尾鷲英俊      |
| #13  | 生えた?                                 | 片貝慎        | 今野淑子      |
| #14  | 宇宙人と私                              | 本郷みつる    | 神戸環        |
| #15  | ライバル対決 Part2                      | 片貝慎        | 尾鷲英俊      |
| #16  | 瞑想・スピリチュあ〜る                  | 片貝慎        | 神戸環        |
| #17  | ジャック                                | 本郷みつる    | 西野理恵      |
| #18  | こどもども                              | 本郷みつる    | 今野淑子      |
| #19  | 風邪ひいた                              | 片貝慎        | 神戸環        |
| #20  | ライバル対決 Part3 -児童公園での死闘!!- | 片貝慎        | 西野理恵      |
| #21  | 女子会                                  | 片貝慎        | 神戸環        |
| #22  | ずる休み                                | 本郷みつる    | 今野淑子      |
| #23  | びんのふた                              | 本郷みつる    | 神戸環        |
| #24  | 月とクリノッペ                          | 片貝慎        | 尾鷲英俊      |
| #25  | ライバル対決 Part4                      | 片貝慎        | 今野淑子      |
| #26  | ずっと、クリノッペ                      | 片貝慎        | 西野理恵      |

### 放送局
なおニコニコ生放送において、2013年7月29日に本作と同じくグリーのゲームが原作の『絶対防衛レヴィアタン』とのコラボ上映会で第1話から第6話までネット配信されている。YouTubeの公式チャンネルでは同年12月20日より全話の無料公開を行う予定。